# Razole (district de Konaseema)
Razole est un village du district de Konaseema dans l'État d'Andhra Pradesh en Inde. 
Selon le recensement de l'Inde de 2011, la localité compte une population de 13 597 habitants.